# Oued El-Harrach
Pour les articles homonymes, voir El-Harrach (homonymie).
L'oued El-Harrach est un fleuve algérien qui prend naissance dans l'Atlas blidéen près de Hammam Melouane. Il est long de 67 kilomètres et se jette dans la Méditerranée, en plein milieu de la baie d'Alger.

## Hydrographie
L'oued El-Harrach traverse la plaine de la Mitidja depuis Bougara et irrigue les zones agricoles tout autour, grâce notamment à ses affluents et canaux, les oued Djemâa, Baba Ali,  El Terro, et Semar qui traverse une zone industrielle de la banlieue est d'Alger.
Son principal affluent est l'oued El Kerma qui grossit le volume du fleuve grâce aux eaux descendues du sahel algérois.
L'oued El-Harrach a un débit moyen de 4 à 5 m3 s−1 mais celui-ci peut monter jusqu'à 3 000 m3 s−1 en temps de crue.

## Pollution
Autrefois prisé des pécheurs, il est devenu aujourd'hui extrêmement pollué, il dépasse de 30 fois les normes acceptées et 400 fois les normes de l'OMS. En effet, il traverse sur ses 9 derniers kilomètres, jusqu'à son embouchure, un important tissu urbain et industriel (ZI de Baba Ali, ZI Gué de Constantine et ZI El-Harrach) qui déversent leurs rejets chimiques et leurs eaux usées.
La pollution du fleuve menace désormais la baie d'Alger, puisqu'en 2005 une étude menée par le japonais Mitsuo Yoshida a découvert du plomb, du chlore, du zinc et du chrome en forte quantité rejetés dans la mer.

### Dépollution et requalification
Depuis plusieurs années les pouvoirs publics tentent d'atténuer ou de résorber la pollution de l'oued mais jusqu'à aujourd'hui rien de concret n'a été effectué mis à part un masquage chimique des odeurs au niveau de l'embouchure, appelé opération jasmin, confiée à Suez Environnement.
Le 13 juin 2012, l'APS annonce le lancement officiel des travaux de dépollution par le groupement algéro-coréen (Cosider-Daewoo Constructions) pour un montant total de 38 milliards de Dinars.
Il s'agit d'un projet de requalification du fleuve sur 18 km depuis son embouchure jusqu'au croisement de son affluent l'oued Djemaa entre Baraki et Sidi Moussa. La largeur de l'oued est recalibrée, les berges sont aménagées avec des promenades, des jardins et des parcs urbains.

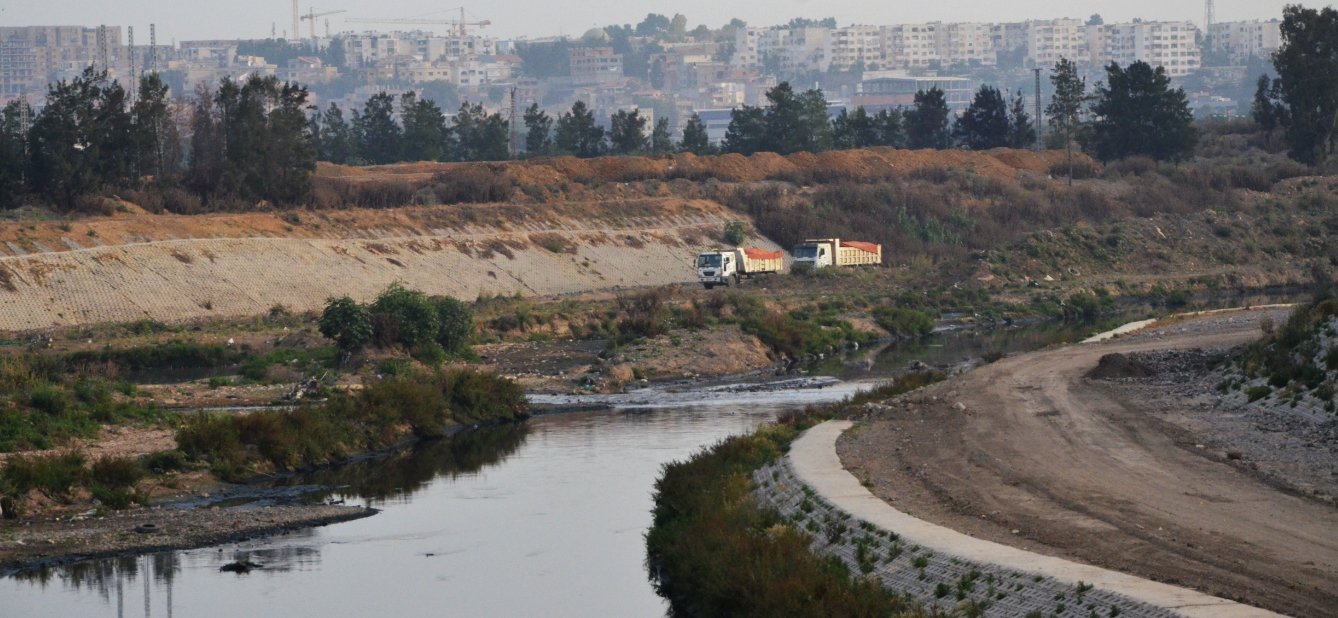
Oued El Harrach près de Semmar à Gué de Constantine
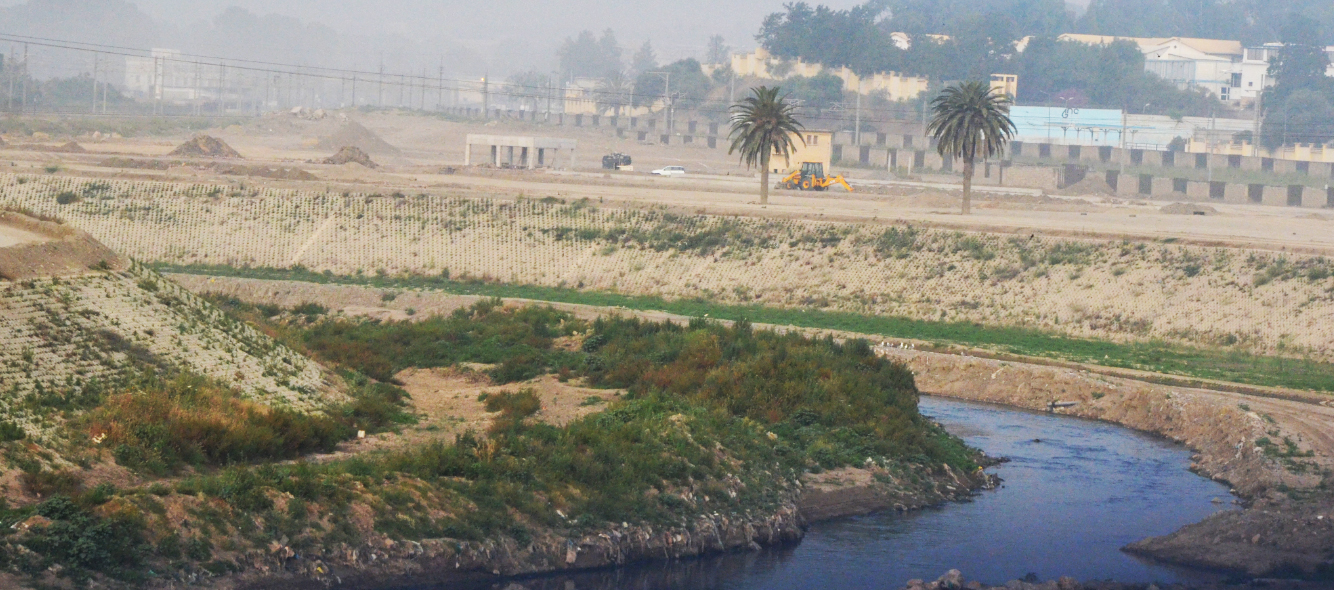
Oued El Harrach près de Baraki